# 벤하닷 2세
벤하닷 2세, 하닷에제르는 아람의 왕으로 구약성경에 자주 등장하는 이스라엘을 괴롭히는 왕이다.
전왕 벤하닷 1세의 아들이나 손자로 알려져있으며 이스라엘 왕국의 아합과 동시대 인물이다. 아합 왕 시기 전군을 소집하여 이스라엘 왕국의 수도 사마리아를 공격해 포위하고 은과 금을 내놓을 것을 요구했다.
그러나 이스라엘 사람들은 이를 거절했고 곧 군대를 모아 반격을 해 죽을 뻔 했으나 아합 왕이 관용을 베풀어 겨우 탈출했다. 하지만 다시 신하들의 설득으로 다음 해 군대를 이끌고 이스라엘의 아펙을 공격했으나 다시 크게 패해 보병 12만 7000명을 하루 만에 잃고 겨우 도망쳐서 성안의 어느 골방에 숨었다가 아합이 다시 관용을 베풀어 탈출했다.
이후 아합이 유다 왕국의 여호사밧과 결탁하여 아람에게 빼앗겼던 라못 길앗을 공격하자 이에 군대를 이끌고 맞서 아합 왕을 전사시키고 이스라엘군을 무찔렀다.
이스라엘 왕국의 요람 왕 때 다시 이스라엘을 공격해 포위하여 사마리아를 굶주림에 시달리도록 만들기까지 했으나 이스라엘의 예언자 엘리사에 의해 다시 패배해 후퇴했다.
10년 후 벤하닷은 병에 걸렸고 이틈을 타 왕위를 노리던 자신의 심복 하자엘에게 살해당했다. 이후 하자엘이 왕위에 올랐다.
| 전임 벤 하닷 1세 | 아람 다마스쿠스의 왕 | 후임 하자엘 |